# Panuaya
Panuaya es una localidad de México ubicada en el municipio de Tezontepec de Aldama, en el estado de Hidalgo.

## Toponimia
Panuaya del náhuatl Panoa-yan, palabra verbal sinónimo de panotlan y de pánuco: “Bado por donde pasa el río”.

## Historia
En 1990 se conurba a la localidad de Tezontepec, y el 23 de junio de 2004 se desconurba de Tezontepec.

## Geografía
Se encuentra en la región del Valle del Mezquital, le corresponden las coordenadas geográficas 20° 11’ 34.179” de latitud norte y 99° 15’ 44.178” de longitud oeste, con una altitud de 2004 m s. n. m. En cuanto a fisiografía se encuentra dentro de la provincia del Eje Neovolcánico, dentro de la subprovincia de Lagos y Volcanes de Querétaro e Hidalgo; su terreno es de llanura y lomerío. En lo que respecta a la hidrografía se encuentra posicionado en la región del Pánuco, dentro de la cuenca del río Moctezuma, en los límites de las subcuencas del río Tula y río Salado. Cuenta con un clima semiseco templado.

## Demografía
En 2020 registró una población de 5061 personas, lo que corresponde al 9.18 % de la población municipal. De los cuales 2465 son hombres y 2596 son mujeres. Tiene 1328 viviendas particulares habitadas.
| Gráfica de evolución demográfica de Panuaya entre 1960 y 2020                                |
|                                                                                              |
| Población de los censos y conteos del Instituto Nacional de Estadística y Geografía (INEGI). |

## Economía
La localidad tiene un grado de marginación medio y un grado de rezago social muy bajo.